# Filtro dell'olio

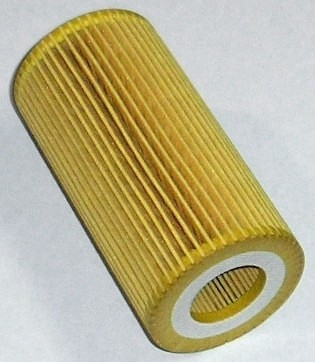
Filtro dell'olio ad immersione Volvo S40

Il filtro dell'olio è un componente presente nei motori endotermici; può essere di vario tipo, i più comuni sono il tipo meccanico (con funzionamento analogo al filtro dell'aria) o raramente di tipo magnetico (attrae i residui metallici magneticamente); l'elemento filtrante è un tipo speciale di carta o altro materiale sintetico, e la sua funzione è quella di raccogliere i residui metallici che vanno nell'olio motore nel normale funzionamento del suddetto motore.

## Origine dei residui
I residui metallici si formano per via della normale usura dei vari organi del motore: pistone, fasce elastiche del pistone, raschiaolio, cilindro, cuscinetti del banco motore e cuscinetti della biella; può capitare, soprattutto se il motore ha lavorato molto e incomincia ad arrivare al termine della sua vita utile, che vadano a finire nell'olio anche i residui della combustione, in modo decisamente più marcato di un motore nuovo o a metà vita; tutti questi residui, dovuti al normale funzionamento, possono, se eccessivi o presenti per molto tempo, provocare un eccessivo consumo del motore o nei casi peggiori il grippaggio.

## Filtro meccanico

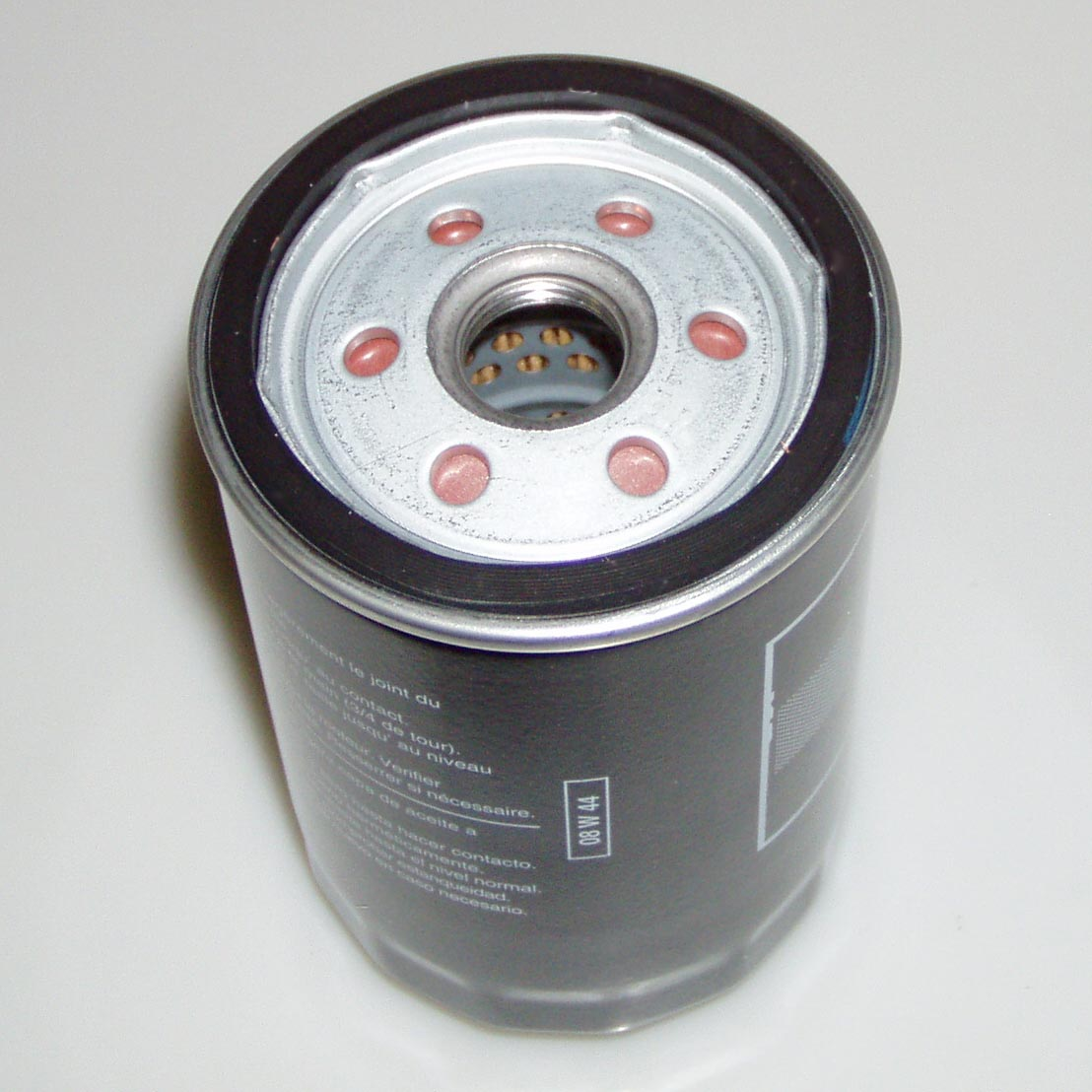
Filtro dell'olio avvitabile. Si nota all'interno la carta filtrante.

I filtri dell'olio possono essere in metallo, avvitabili direttamente sul blocco motore e contenenti l'elemento filtrante di carta, ma sono sempre meno prodotti per le case automobilistiche o motociclistiche e vengono sostituiti sempre più dai filtri olio a immersione in carta, come quelli normalmente in uso fino agli anni '50/'60, da inserirsi in un apposito contenitore a bicchiere a sua volta collegato al blocco motore, infatti secondo le case e le ditte smaltitrici questi filtri sono decisamente più facili da smaltire.

## Filtro magnetico
I filtri magnetici, come suggerisce il nome, utilizzano il magnetismo per "catturare" i residui metallici dall'olio. L'uso di questo tipo di filtro è stato via via abbandonato, dato che l'accumulo di residui metallici riduce le proprietà magnetiche dell'elemento filtrante; è perciò necessario pulire il filtro con una certa frequenza per evitare di consumare velocemente gli organi del motore. Le varie case produttrici, volendo assicurare durate maggiori ai loro motori, hanno quindi optato per l'impiego dei filtri meccanici in carta.

## Filtro centrifugo
Utilizzato fino agli anni '70, come nel caso della Fiat Nuova 500, caratterizzato da una girante che centrifugando l'olio in una camera munita di lobi, le sporcizie si bloccano in questi lobi, mentre l'olio tende a scorrere e proseguire nel circuito olio.